# Kevin Michael Manning
Kevin Michael Manning (Coolah, 2 novembre 1933 – Bathurst, 15 luglio 2024) è stato un vescovo cattolico australiano.

## Biografia
Kevin Michael Manning nacque il 2 novembre 1933 a Coolah, nella contea di Warrumbungle, secondogenito di una famiglia con sette figli.
Frequentò la Sacred Heart Primary School a Coolah prima di proseguire gli studi al St. Columba's College a Springwood, dove in seguito iniziò gli studi in preparazione al sacerdozio. Fu successivamente inviato a Roma per completare gli studi presso il Pontificio Collegio Urbano.
Fu ordinato presbitero a Roma il 20 dicembre 1961 dal cardinale Krikor Bedros XV Aghagianian per la diocesi di Bathurst.
Dopo l'ordinazione sacerdotale al ritorno in Australia, svolse il suo servizio pastorale nelle varie parrocchie di Bathurst dal 1962 al 1978, quando fu nominato segretario aggiunto della Conferenza dei vescovi cattolici australiani a Canberra e poi nominato segretario nel 1983.
In un'intervista rilasciata per The Canberra Times il 4 febbraio 1987 in occasione dei suoi 25 anni di ordinazione sacerdotale, affermò la sua salda posizione nei valori della Tradizione cattolica, dichiarandosi un conservatore, ma respingendo la definizione di fondamentalista. Affermò inoltre che chiedere il cambiamento della dottrina su temi quali l'ordinazione al sacerdozio delle donne o il matrimonio dei preti fosse indice di assoluta ignoranza.
Il 26 aprile 1991 papa Giovanni Paolo II lo nominò vescovo di Armidale. Ricevette l'ordinazione episcopale nella cattedrale di Santa Maria e San Giuseppe il 10 luglio seguente per imposizione delle mani del cardinale Edward Bede Clancy.
Governò la diocesi per sei anni, fino a quando lo stesso papa Giovanni Paolo II lo nominò vescovo di Parramatta il 10 luglio 1997. Prese possesso della diocesi il 21 agosto successivo.
Durante il suo ministero diresse i lavori di ricostruzione della cattedrale di San Patrizio, distrutta da un incendio doloso nel 1996, e consacrandola nel 2003.
Nel 2006 inaugurò il nuovo Campion College a Toongabbie, un sobborgo di Sydney.
Noto per il suo impegno nel promuovere la giustizia sociale e il dialogo ecumenico, fu il primo vescovo cattolico australiano a stringere rapporti di solidarietà con la sempre più numerosa comunità musulmana in Australia e per tali meriti sempre nel 2006 ricevette Premio Internazionale Kahlil Gibran.
Resse la diocesi per 12 anni e mezzo, ritirandosi per raggiunti limiti d'età l'8 gennaio 2010.
Dal 30 dicembre 2010 al 1º dicembre 2012 fu amministratore apostolico della diocesi di Wilcannia-Forbes.
Morì a Bathurst il 15 luglio 2024, all'età di 90 anni. Fu sepolto nel cimitero di Coolah.

## Genealogia episcopale
La genealogia episcopale è:
- Cardinale Scipione Rebiba
- Cardinale Giulio Antonio Santori
- Cardinale Girolamo Bernerio, O.P.
- Arcivescovo Galeazzo Sanvitale
- Cardinale Ludovico Ludovisi
- Cardinale Luigi Caetani
- Cardinale Ulderico Carpegna
- Cardinale Paluzzo Paluzzi Altieri degli Albertoni
- Papa Benedetto XIII
- Papa Benedetto XIV
- Papa Clemente XIII
- Cardinale Marcantonio Colonna
- Cardinale Giacinto Sigismondo Gerdil, B.
- Cardinale Giulio Maria della Somaglia
- Cardinale Carlo Odescalchi, S.I.
- Cardinale Costantino Patrizi Naro
- Cardinale Serafino Vannutelli
- Cardinale Domenico Serafini, O.S.B.
- Cardinale Pietro Fumasoni Biondi
- Arcivescovo Filippo Bernardini
- Cardinale Norman Gilroy
- Cardinale James Darcy Freeman
- Cardinale Edward Bede Clancy
- Vescovo Kevin Michael Manning